# Michel Houdiard Éditeur
Michel Houdiard Éditeur est une maison d’édition spécialisée dans le domaine anglophone (États-Unis, Royaume-Uni, Canada, Australie).
Son siège social est à Paris dans le 14e.

## Collections
- Philosophie
- Droit
- Cinéma
- Colloques
- Thèses et études

nouveau logo créé pour les essais du philosophe Ralph Waldo Emerson.

- L’Atelier des sciences humaines, créée en 2009 à l’initiative du Centre de recherches interdisciplinaires en sciences humaines et sociales (CRISES) de Montpellier
- Essais sur l’art
- Domaine anglophone
  - Littérature
  - Histoire